# Mistrzostwa Polski w piłce nożnej plażowej mężczyzn 2017
Mistrzostwa Polski w piłce nożnej plażowej mężczyzn 2017 – 15. sezon mistrzostw Polski w piłce nożnej plażowej (6. sezon w dwufazowym formacie - faza zasadnicza oraz faza play-off) organizowany przez PZPN. Tytuł zdobył KP Łódź.

## System rozgrywek
Rozgrywki Mistrzostw Polski obejmują dwie fazy:
- Faza zasadnicza (Ekstraklasa) – runda rozgrywana systemem „każdy z każdym”.
- Faza play-off (Turniej finałowy Mistrzostw Polski) – o tytuł Mistrza Polski grają zespoły, które po zakończeniu fazy zasadniczej rozgrywek zajęły w tabeli miejsca 1-8. Następuje podział na dwie grupy po cztery zespoły po czym czołowa dwójka z każdej z grup awansowała do półfinałów.

Podczas turnieju finałowego występuje także dodatkowa faza eliminacyjna play-off (Turniej barażowy) - dwie ostatnie drużyny grają baraż o utrzymanie w Ekstraklasie. Ich przeciwnikami są najlepsze drużyny I ligi (po dwie najlepsze drużyny z obydwóch grup).

## Gospodarze boisk
| Miasto    | Turniej                | Zdjęcie |
| --------- | ---------------------- | ------- |
| Gdańsk    | I turniej Ekstraklasy  |         |
| Sosnowiec | II turniej Ekstraklasy |         |
| Kołobrzeg | Turniej finałowy       |         |

## Drużyny
| Uczestnicy poprzedniej edycji                                                                                 | Uczestnicy poprzedniej edycji | Uczestnicy poprzedniej edycji | Uczestnicy poprzedniej edycji |
| --- | ----------------------------- | ----------------------------- | ----------------------------- |
| GRE | Grembach Łódź                 | 1                             |                               |
| KPŁ | KP Łódź                       | 2                             |                               |
| FBS | Futsal & Beach Soccer Kolbudy | 3                             |                               |
| TON | Tonio Team Sosnowiec          | 4                             |                               |
| HEM | Hemako Sztutowo               | 5                             |                               |
| BOC | Boca Gdańsk                   | 6                             |                               |
| SŁU | Team Słupsk                   | 7                             |                               |
| ZDR | Vita Sport Zdrowie Garwolin   | 8                             |                               |
| Awans z I ligi 2016                                                                                           |                               |                               |                               |
| AZS | BSCC SAN AZS Łódź             | 1                             |                               |
| RAP | KP Rapid Lublin               | 4                             |                               |
| Oznaczenia: - kolumna pierwsza – skróty nazw drużyn, - kolumna trzecia – miejsce zajęte w poprzednim sezonie. |                               |                               |                               |